# Aspiratore per comignoli

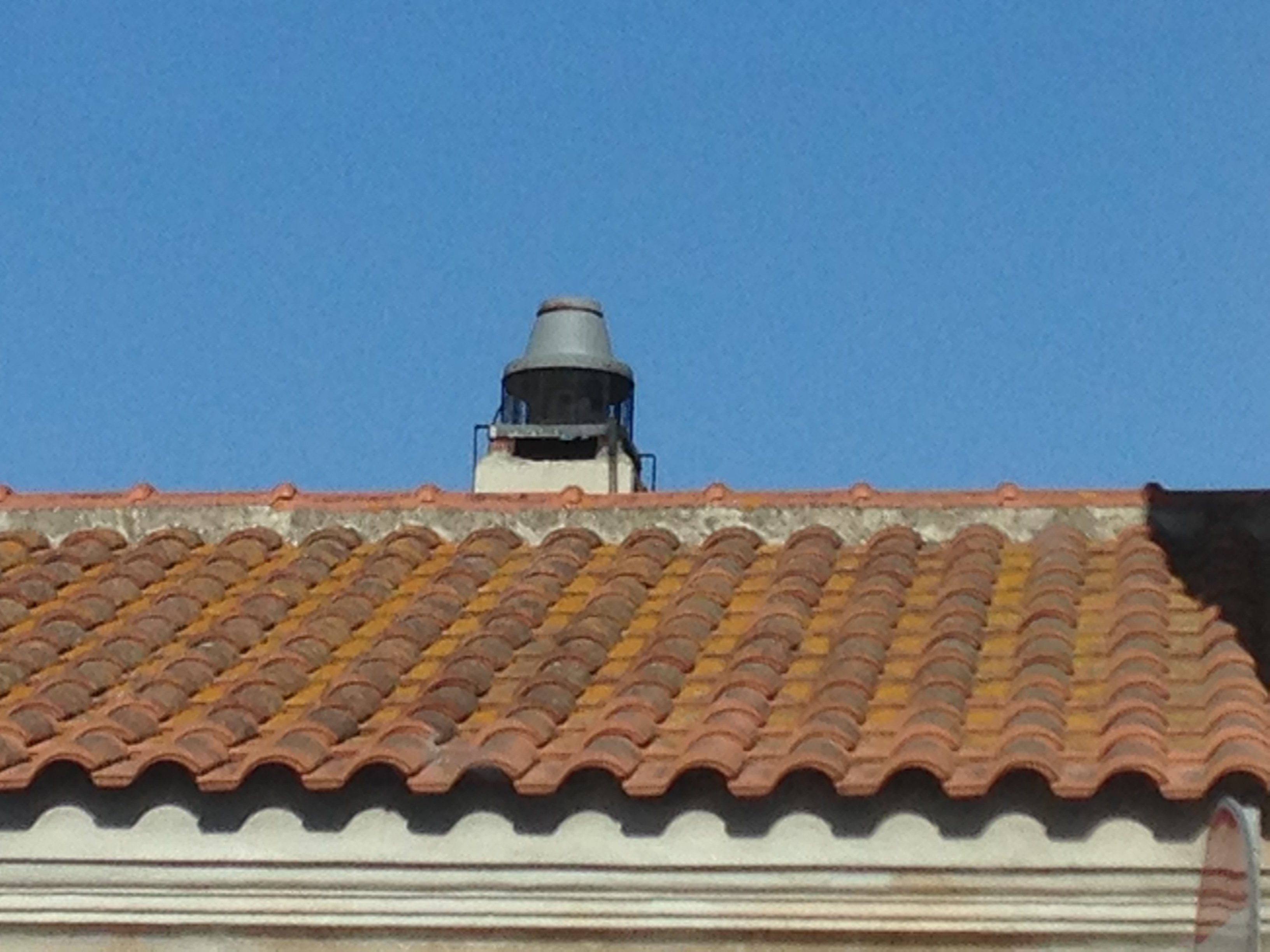
Esempio di aspiratore per comignoli

L'aspiratore per comignoli, chiamato comunemente anche tiracamino, è una particolare ventola di aspirazione dotata di motore a induzione che viene installata nei comignoli e nelle canne fumarie dei barbecue per migliorare il tiraggio dei fumi ed eliminarne i ritorni in giornate di vento.

## Descrizione

### Funzionamento
Il fumo dal camino passando per la canna fumaria viene aspirato e buttato fuori tramite il comignolo più velocemente grazie al tiraggio forzato. La ventola è comandata da un interruttore di comando che viene installato in prossimità del camino e dialogando tramite la centralina posta in prossimità dell'aspiratore (ovvero all'esterno del comignolo), questo è dotato (se previsto in base al modello) anche di una manopola per regolare in base alle preferenze, la velocità di aspirazione dell'apparecchio. L'apparecchio è dotato inoltre di griglia di protezione per i volatili. Nuovi modelli rispetto ai primi sono silenziosi, poi ci sono i modelli che sono costituiti da una lamina in acciaio con resina in poliestere, per resistere agli agenti atmosferici come la pioggia, la neve o zone con clima marino in quanto questi fenomeni li possono arrugginire. Altri modelli ancora possono resistere anche in caso di incendio della canna fumaria. Il tiracamino inoltre non presenta parti in plastica, cioè è composto esclusivamente da parti in acciaio, poiché questo viene a contatto con temperature molto alte.

### Attivatore di tiraggio
In alcuni comignoli già esistenti, come quelli artistici o artigianali, per non rovinarli, una tecnologia per il tiraggio forzato del fumo è l'attivatore di tiraggio, che viene installato ai lati esterni di questi in modo da rendere antivento i comignoli che prima non lo erano. Ce ne sono due tipi: quelli con funzionamento meccanico con inserimento laterale del terminale, messa in opera e collocazione telaio e supporto del terminale in un lato del torrino, quelli con funzionamento meccanico con inserimento del terminale dal comignolo nel quale viene impiegato l'apposito tubo flessibile in acciaio inox. Come per l'aspiratore per comignoli, l'interruttore a comando viene installato in prossimità del camino e dialogando con la centralina vicino all'attivatore di tiraggio, si può anche regolare la velocità di aspirazione a seconda delle preferenze.

## Vantaggi

### In inverno
Rispetto ai comuni comignoli (compresi quelli eolici tradizionali la cui elica gira col vento, ma che si potrebbe staccare o danneggiare in caso di vento molto forte), sia il tiracamino che l'attivatore di tiraggio grazie al tiraggio forzato, aspirano e buttano fuori più velocemente il fumo che dal camino passa per la canna fumaria, evitandone il ritorno negli ambienti interni (es: dentro casa), soprattutto in giornate di vento, in quanto questo può creare problemi alla salute. Inoltre questi garantiscono anche un minor deposito di fuliggine sulle pareti perimetrali della canna fumaria. Questi apparecchi sono utili anche per i barbecue.

### In estate
Questo aspiratore inoltre può essere utilizzato anche d'estate a camino spento, per i ricambi d'aria nell'ambiente accelerandone la circolazione.

## Svantaggi

### Sull'installazione
Nell'installare questo apparecchio bisogna sempre verificare e prendere le misure del comignolo (se è tondo, quadrato, rettangolare, ecc...) per farcelo stare altrimenti in quel determinato comignolo non è adatto. Inoltre, nel caso in cui non fosse direttamente installabile, a causa della forma, è possibile richiedere al proprio rivenditore delle staffe per adattarlo in base alle misure del comignolo. Se il tiracamino viene installato su un comignolo rettangolare con più canne fumarie tonde (come in un condominio), bisogna prolungare la canna fumaria interessata e installare l'adattatore tondo sull'aspiratore in base alle misure della canna, se una canna fumaria è tonda all'interno di una quadrata o rettangolare, lo spazio tra la canna fumaria quadrata e quella tonda va chiuso con della malta in modo da non disperdere la forza di aspirazione.